# 辛氏墨台

約翰·漢考克使用此墨臺在《獨立宣言》上簽下其著名簽名。

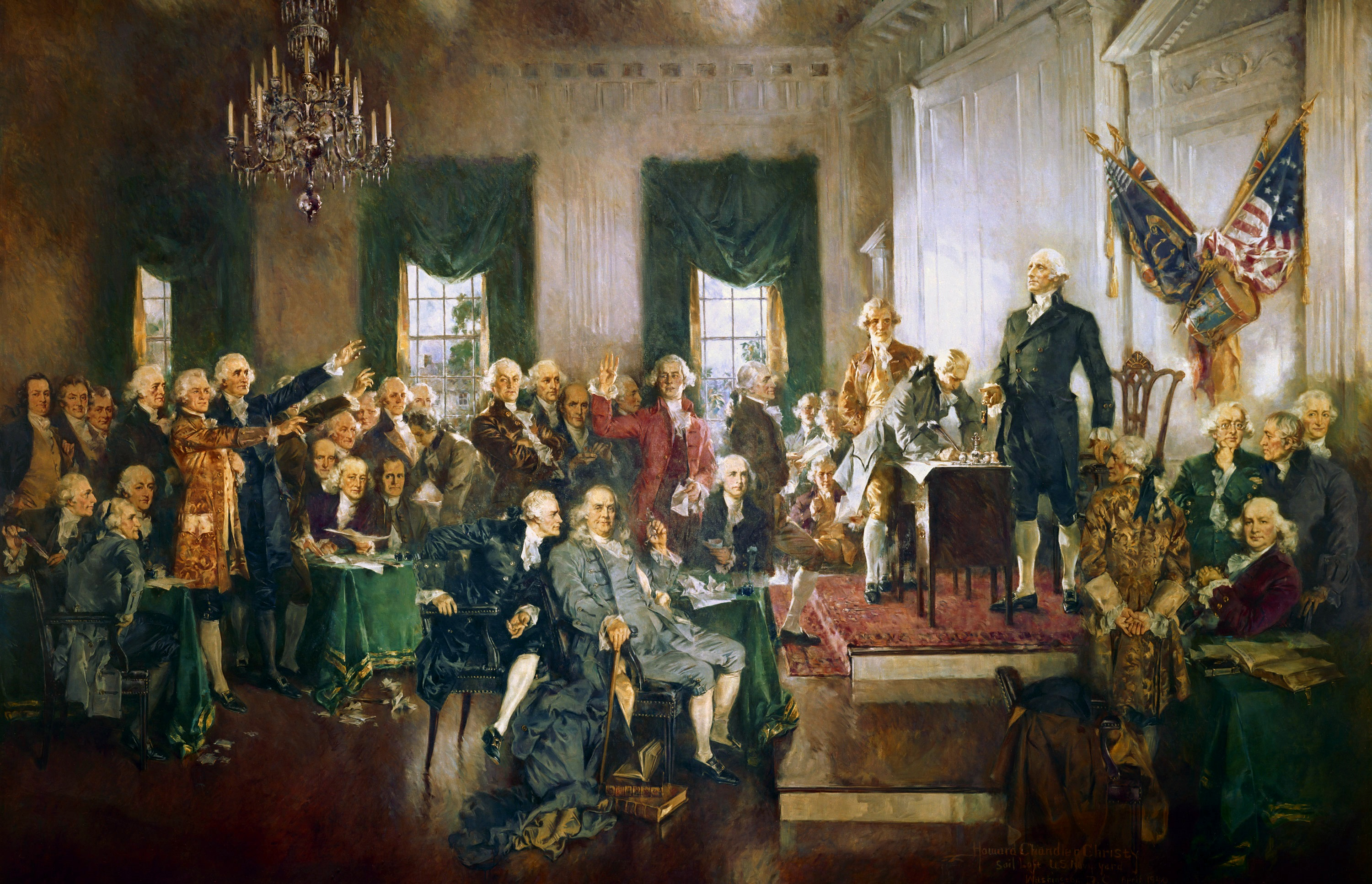
《簽署美利堅合眾國憲法的情景》
霍華德·錢德勒·克里斯繪於1940年
畫中的桌上有體現辛氏墨臺

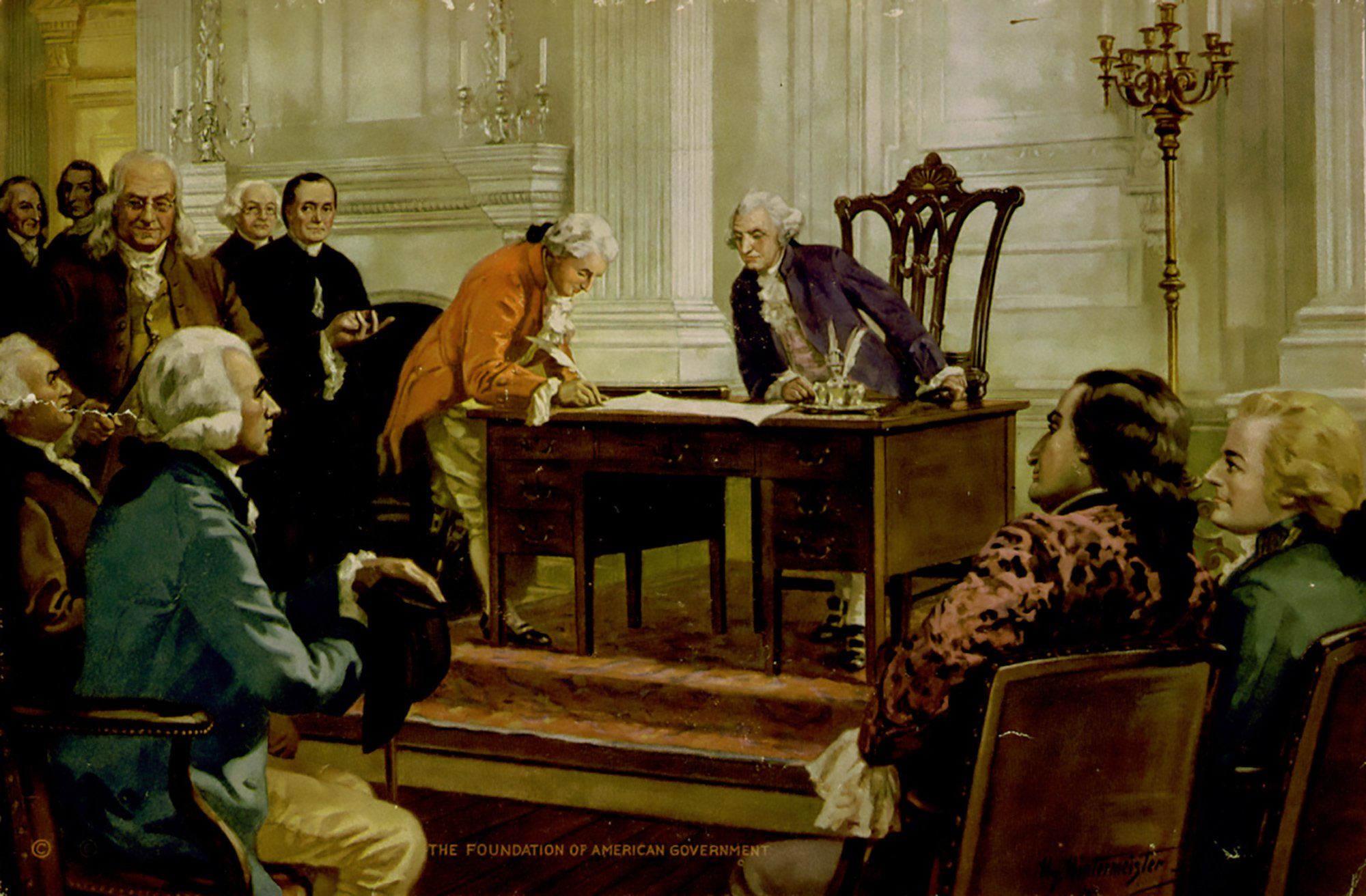
《美國政府的成立》
約翰·亨利·辛特邁斯特繪於1925年
畫中有體現辛氏墨臺

辛氏墨臺（英語：Syng Inkstand）是1776年《美國獨立宣言》和1787年《美利堅合眾國憲法》簽署時所使用的墨水臺。除了紙質文件外，辛氏墨臺還是美國制憲會議時留存下來的四件實物之一；其餘三件分別是：自由鐘、喬治·華盛頓座椅及獨立廳本身。

## 概況簡介
辛氏墨臺是由菲利普·辛於1752年為賓夕法尼亞省議會所製作。 它既是一件藝術品，又是一件具有重要歷史價值的文物。因為它曾被包括喬治·華盛頓、本傑明·富蘭克林、湯馬斯·傑弗遜、約翰·漢考克、亞歷山大·漢彌爾頓、詹姆斯·麥迪遜等美國開國元勛及其他簽署人用於簽署美國建國文件。

## 製作過程
桌面墨水臺可以盛裝羽毛筆和其他需要墨水筆具的墨水，而豪華的版本還包括一個筆架、一個墨水瓶、一個熔化密封蠟的蠟燭，以及一個類似於鹽罐或胡椒罐的罐子，用於傾倒吸墨粉以調整羊皮紙或犢皮紙的書寫範圍大小。 辛氏墨臺採用了洛可可晚期的裝飾風格，如圖所示從左至右包括了吸墨粉壺、羽毛筆架和墨水瓶。
菲利普·辛於1713年從愛爾蘭移民到美國。他是一位著名的銀匠，為費城的富裕家庭製作了許多精美的金銀製品。他是本傑明·富蘭克林的同事，也是費城社區的傑出成員。 菲利普·辛協助創立了費城圖書館公司、美國哲學會、聯合消防公司和賓夕法尼亞大學。 1731年，辛開始擔任賓夕法尼亞省的共濟會大師（Grand Master of Masons）。

## 保存情況
辛氏墨臺是屬於賓夕法尼亞州的財產，並在製憲會議結束後不久就送至了州首府——哈里斯堡。它於1876年《獨立宣言》簽署100週年之際被送回費城，並在那裡聲名鵲起。 它展示於獨立廳內喬治·華盛頓座椅前面的桌子上。1922年，獨立廳的石膏天花板出現裂縫，引發了人們對建築物倒塌的擔憂。而辛氏墨臺被認為是非常重要的文物，因此在一樓沒有遊客的時候被一併拆走。
美國國家公園管理局從費城市接管獨立廳的維護工作時並同時獲得了辛氏墨臺的所有權。 它現在在費城獨立國家歷史公園作為一個特別展品進行展出，隨同展出的還有《美國獨立宣言》和《美利堅合眾國憲法》的副本。